# الاتحاد المسيحي (هولندا)
الاتحاد المسيحي (بالهولندية: ChristenUnie)، واختصاره (الاتحاد المسيحي) هو حزب سياسي ديمقراطي مسيحي هولندي، حزب وسطي، وسياساته تجمع بين المحافظة الإجتماعية وeuroscepticism الناعمة مع المزيد من المواقف الوسط يسارية عن الاقتصاد، والهجرة، والقضايا البيئية. ويصف الحزب نفسه بأنه مسيحي اجتماعي.